# Echeveria gilva
Echeveria gilva är en fetbladsväxtart som beskrevs av Walther. Echeveria gilva ingår i släktet Echeveria och familjen fetbladsväxter. Inga underarter finns listade i Catalogue of Life.